# Phytocoris canadensis
Phytocoris canadensis är en insektsart som beskrevs av Van Duzee 1920. Phytocoris canadensis ingår i släktet Phytocoris och familjen ängsskinnbaggar. Inga underarter finns listade i Catalogue of Life.